# Agnes Mary Clerke
Agnes Mary Clerke (Skibbereen, comtat de Cork, Irlanda, 10 de febrer de 1842-Londres, 20 de gener de 1907) va ser una astrònoma i escriptora irlandesa, autora principalment de llibres centrats en el camp de l'astronomia.

## Biografia
Agnes Clerke era filla de John William Clerke i de la seva dona Catherine Mary Deasy. El seu pare era jutge del registre. Tenia dos germans: la seva germana gran, Ellen Mary, nascuda el 1840, i el seu germà petit, Aubrey St. John, nascut el 1843. Els tres van ser educats a casa. Va mostrar el seu interès per l'astronomia de ben jove; començà a escriure sobre el tema abans de complir els quinze anys. El 1861 la seva família es va mudar a Dublín, i el 1863 a Queenstown. Diversos anys més tard es va traslladar a Itàlia, on va romandre fins a 1877, principalment a Florència; estudià a la biblioteca pública i preparà documentació per als seus llibres. El 1877 es va instal·lar a Londres.
El seu primer article important, Copèrnic a Itàlia, va ser publicat en l'Edinburgh Review a l'octubre de 1877. Aconseguí gran reputació en tot el món el 1885 amb l'aparició del seu exhaustiu tractat titulat A Popular History of Astronomy during the Nineteenth Century ('Una història popular de l'astronomia del segle XIX'). Clerke no va ser una astrònoma pràctica. No obstant això, era molt competent acarant, reinterpretant i sumaritzant els resultats de la recerca astronòmica. El 1888 va passar tres mesos en l'observatori de Ciutat del Cap a Sud-àfrica com a hostessa del director sir David Gill i de la seva dona. Allí es va familiaritzar amb els treballs d'espectroscòpia per ser capaç d'escriure sobre la branca més nova de l'astronomia en aquell moment amb la màxima claredat i confiança.
El 1892 va rebre el Premi Actonian de 100 guinees atorgat per la Royal Institution. Com a membre de l'Associació Astronòmica Britànica acudia a les reunions regularment, així com a les sessions de la Reial Societat Astronòmica. El 1903, compartint aquest honor amb Lady Huggins, va ser triada membre honorària de la Societat Astronòmica Reial, un rang anteriorment concedit únicament a altres dues dones, Carolina Herschel i Mary Somerville.
La seva germana, Ellen Mary Clerke (1840–1906), també va escriure sobre astronomia.
El cràter lunar Clerke rep aquest nom en la seva memòria; aquest cràter és a l'extrem oriental del mar de la Tranquil·litat, i prop del lloc d'allunatge de l'Apollo 17.
El 2002, la conferenciant d'astronomia retirada Mary Brück va escriure un llibre sobre Clerke, titulat Agnes Mary Clerke and the Rise of Astrophysics (Agnes Mary Clerke i l'ascens de l'astrofísica).

## Obres
- A Popular History of Astronomy during the Nineteenth Century. Edinburgh, 1885 (4th rev. ed. London, 1902)
- The System of the Stars. London, 1890 (2nd ed. London, 1905)
- The Herschels and Modern Astronomy. London, 1895
- The Concise Knowledge Astronomy (co-authored with John Ellard Gore and Alfred Fowler. London, 1898)
- Problems in Astrophysics. London, 1903
- Modern Cosmogonies. London, 1905
- Familiar Studies in Homer. London, 1892

També va escriure 55 articles per a l'Edinburgh Review, principalment sobre temes relacionats amb l'astrofísica, i diversos articles per al Dictionary of National Biography, l′Encyclopædia Britannica i l'Enciclopèdia Catòlica, així com per a moltes altres publicacions periòdiques.